# Onychothecus corniclypeus
Onychothecus corniclypeus là một loài bọ cánh cứng trong họ Bọ hung (Scarabaeidae).